# Arcus lipoides
Een arcus lipoides is een witte ring van vetcellen in het hoornvlies van het oog, aan de buitenkant van de iris.
De aanwezigheid van een arcus lipoides kan wijzen op een te hoog cholesterolgehalte, maar bij de meeste mensen is dit niet het geval. De arcus lipoides komt vaak voor bij oudere mensen aan beide ogen, dan arcus senilis genoemd. Dan heeft het geen pathologische betekenis.
Arcus lipoides onder de leeftijd van 45 jaar geeft een 4 maal hogere kans op het hebben van familiaire hypercholesterolemie, een erfelijke aandoening met een te hoog cholesterolgehalte.

## LIteratuurverwijzingen
1. ↑  Everdingen, J.J.E. van, Eerenbeemt, A.M.M. van den (2012). Pinkhof Geneeskundig woordenboek (12de druk). Houten: Bohn Stafleu Van Loghum.